# Chris Morris (satyryk)
Christopher Morris (ur. 15 czerwca 1962 w Bristolu) – brytyjski satyryk, scenarzysta, reżyser i aktor. Karierę zaczynał w radiu jako DJ. Najbardziej znany jest z prowadzenia parodii programów informacyjnych The Day Today (telewizyjnej wersji radiowej audycji On the Hour stworzonej wraz z Armandem Iannuccim) i Brass Eye oraz poruszania tematów budzących kontrowersje. Prywatnie stroni od mediów i opinii publicznej, pozostając jedną z najbardziej enigmatycznych postaci brytyjskiej sceny komediowej.
Twórczość Morrisa charakteryzuje się czarnym humorem. Jego nocna audycja w BBC Radio 1, Blue Jam, wraz z jej telewizyjnym odpowiednikiem Jam/Jaaaaam, była serią eksperymentalnych, surrealistycznych skeczy podejmujących takie tematy tabu, jak śmiertelność noworodków, kazirodztwo, seks analny, gwałt, samobójstwo czy sadomasochizm, wykorzystując przy tym muzykę ambient jako ścieżkę dźwiękową. Specjalny odcinek Brass Eye poświęcony pedofilii wywołał burzę w Wielkiej Brytanii i do dziś znajduje się on na trzecim miejscu pod względem złożonych skarg (za Celebrity Big Brother 2007 oraz Jerry Springer: The Opera).
W 2003 Morris otrzymał nagrodę BAFTA za krótkometrażowy film Gdzie nawaliłem? (ang. My Wrongs #8245–8249 & 117).
W serialu komediowym Technicy-magicy wcielił się w rolę szefa firmy, Denholma Reynholma.
W 2010 nakręcił swój pierwszy film długometrażowy Cztery lwy o grupie niekompetentnych terrorystów, za który otrzymał nagrodę BAFTA za najlepszy debiut brytyjskiego scenarzysty, reżysera lub producenta.
Morris często komponuje muzykę do swoich programów i sam ją wykonuje. Jego skecze wykorzystywane były m.in. przez Saint Etienne i Stereolab. Współpracował z Amonem Tobinem przy utworze „Bad Sex”.